# Aphidna
Aphidna ligger öster om Kosmothea i nordöstra Attika, nära Marathonslätten. På kullen Kotroni finns befästningar från klassisk tid. På den södra sidan om ån Charadra finns en gravhög (tumulus) som kan dateras till den mellersta bronsåldern.

## Utgrävningshistorik
Det första svenska fältarbetet i Grekland pågick från juni till augusti 1894 då arkeologerna Sam Wide och Lennart Kjellberg arbetade på Kalaureia. Då de avslutat sitt arbete där återvände de till Athen, där Kjellberg började arbeta med publikationen. Wide ville dock fortsätta sitt fältarbete och besökte därför Aphidna tillsammans med den tyske arkeologen Heinrich Bulle.
I Aphidna fann de mykenska krukskärvor, tre gravar samt en gravhög och Wide antog att det funnits ett mykenskt fort samt tholos-gravar från samma tid i området. Wide påbörjade utgrävningen under slutet av oktober samma år. Det var ett långt öst-västligt schakt som röjde tretton gravar, varav några ovanligt rika trots att gravhögens södra delar hade skadats i senare tid, något som lett till att endast de lägre lagren förblivit intakta. Wide publicerade resultaten efter fältarbetet som ensam författare.

## Arkeologiska fynd
Gravhögen som grävdes ut av Wide var omkring 24 meter i diameter och omgavs av en stencirkel med elliptiska stenar. Vanligen dateras högen till den mellersta bronsåldern (2000–1600 f.Kr.), men Jeanette Forsén har föreslagit att den möjligen kan vara från den tidigare perioden EB II (omkring 2700–2200 f.Kr.). Forséns teori baseras på likheterna i konstruktion med en gravhög från EB II som hittats ovanpå "House of the tiles", en annan arkeologisk plats, i Lerna på Peloponnesos. Några fynd från fyllningen i högen vid Aphidna, såsom mynningen på en djurformad rhyton (ett konformat dryckeskärl) i lera, härrör också sannolikt från tidig bronsålder (EB).
De tretton gravarna man fann vid utgrävningen var fem var schaktgravar, som ofta var täckta med stenhällar. Sex pithosgravar (gravar där stora förvaringskärl användes som behållare för de dödas kvarlevor), och två kistgravar (där sidorna bestod av stenhällar). Schaktgraven, Grav I, innehåll bevarade kvarlevor av en enda person, tre bronsringar, kärl i silver och brons, sex sländtrissor och ett antal halsbandspärlor i olika material och former. Krukresterna utgjordes av ett flertal vaser av typen gray ware. Då man funnit sländtrissor har det argumenterats för att den döde sannolikt var en kvinna. Pithosgraven, Grav III, innehöll den dödes kranium samt ett stort antal gravgåvor. Nära kraniet hittades sex guldringar (där tre en gång bildat en kedja) och en silverring. Kedjan med guldringar kan ha använts som örhänge eller som hårband. Man fann också många keramiska kärl, de flesta beskrivna som grey ware. Man fann bland annat en composite vessel, en pyxis med fot, en skål och två koppar i  så kallad grey burnished ware.